# Władimir Antonow-Saratowski
Władimir Pawłowicz Antonow-Saratowski, właśc. Antonow (ros. Владимир Павлович Антонов-Саратовский (Антонов), ur. 31 lipca 1884 w Saratowie, zm. 3 sierpnia 1965 w Moskwie) – rosyjski rewolucjonista, radziecki polityk.

## Życiorys
Urodzony w rodzinie szlacheckiej, od 1902 członek SDPRR, po rozłamie w partii bolszewik, 1902–1905 i 1907–1908 studiował na Wydziale Prawnym Uniwersytetu Moskiewskiego. W kwietniu 1908 aresztowany, w styczniu 1910 skazany na 2 lata więzienia, w kwietniu 1910 zwolniony, 1910–1914 pracował jako prawnik, 1916 ponownie aresztowany i skazany na zesłanie do guberni irkuckiej, 19 marca 1917 zwolniony na mocy amnestii. We wrześniu 1917 przewodniczący Rady Saratowskiej, od 7 listopada 1917 przewodniczący Saratowskiego Komitetu Wojskowo-Rewolucyjnego, od 1917 do grudnia 1918 przewodniczący Komitetu Wykonawczego Saratowskiej Rady Saratowskiej, do lipca 1919 członek Kolegium NKWD RFSRR. Od lipca do 25 września 1919 przewodniczący Komitetu Wykonawczego Kurskiej Rady Gubernialnej, 1919 przewodniczący Trybunału Rewolucyjnego 13 Armii Frontu Południowego, 1920 przewodniczący gubernialnego komitetu rewolucyjnego w Doniecku, od 9 maja 1920 do kwietnia 1921 ludowy komisarz spraw wewnętrznych Ukraińskiej SRR. 1920–1921 członek Rady Wojskowo-Rewolucyjnej 4 Armii, 1921–1923 rektor Komunistycznego Uniwersytetu im. Swierdłowa, 1923–1930 przewodniczący Komisji Propozycji Ustawodawczych przy Radzie Komisarzy Ludowych ZSRR, 1930–1938 członek Sądu Najwyższego ZSRR, 1939–1952 pracownik Ludowego Komisariatu/Ministerstwa Sprawiedliwości RFSRR, następnie na emeryturze. Odznaczony Orderem Lenina.